# Fritillaria drenovskii
Fritillaria drenovskii là một loài thực vật có hoa trong họ Liliaceae. Loài này được Degen & Stoj. miêu tả khoa học đầu tiên năm 1931.